# San Antonio Tecómitl

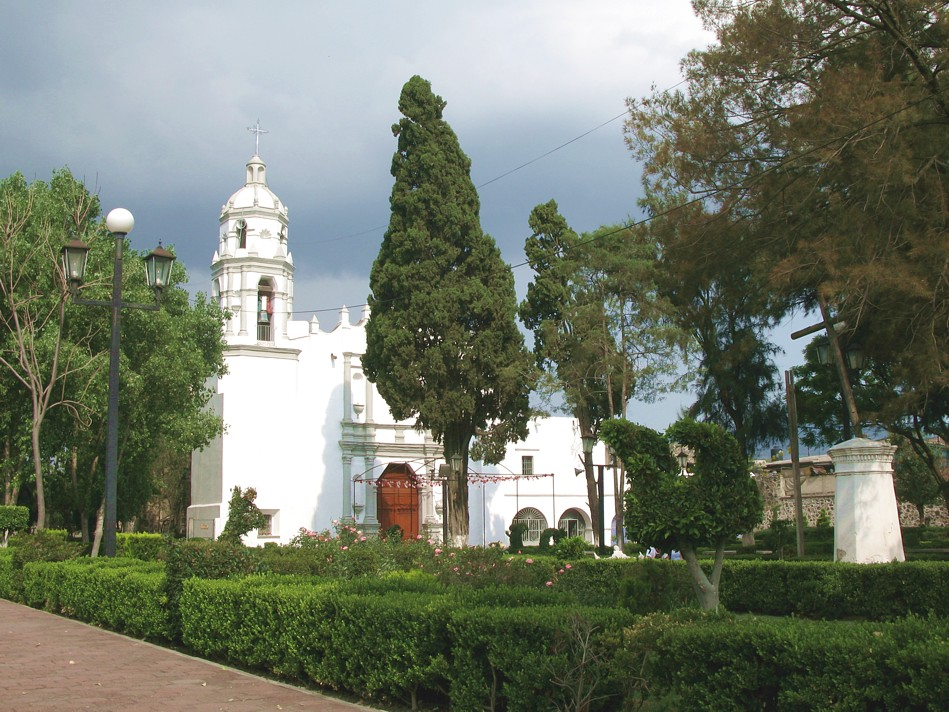
Exconvento de San Antonio Tecómitl.

San Antonio Tecómitl es uno de los doce pueblos originarios que conforman la alcaldía de Milpa Alta, Ciudad de México, México, con una cultura milenaria. Fundado en el año 1140 D.C. por un grupo de tribus chichimecas. 

## Historia
En el año de 1140 d. C. llegó una avanzada de familias chichimecas provenientes de Amecameca estableciéndose y fundando comunidades diversas en la región, entre ellas Tecomitl. Sin embargo, esta avanzada de familias chichimecas no conformaron un solo pueblo ya que carecían de un jefe en común que ejerciese el mando de todos, generando así una total desorganización y una falta de fuerza de cohesión.
Posteriormente en el año 1409, siete familias Mexihcas guiadas por Hueytlahuilanque salieron de Tenochtitlan hacia la región sureste del lago de Texcoco, asentándose y organizando el altépetl de Malacaxtepec Momoxco, actualmente alcaldía de Milpa Alta, tres de estas familias fundaron propiamente los pueblos ribereños de Tulyehualco, Ixtayopan y Tecomitl.  Siendo a partir de ese momento importantes pueblos ribereños agrícola-chinamperos hasta la desecación del lago en el siglo XIX.

## Geografía

### Ubicación
San Antonio Tecómitl se localiza al noreste de la cabecera delegacional Milpa Alta. Tiene una extensión territorial de 198,60 hectáreas. Se encuentra a una mediana altura de 2260 metros sobre el nivel del mar. Su relieve es accidentado, al poniente y al sur. Tanto en el norte como el oriente se colinda con la Delegación Tláhuac.

### Clima
El clima predominante en el casco urbano y sus cercanos alrededores es el clima semiárido, templado con verano cálido, con lluvias en verano (lluvia invernal menor al 5%), temperatura anual con poca oscilación, marcha de temperatura anual tipo Ganges. Siendo el mes más lluvioso julio, el mes más seco diciembre, el mes más cálido mayo, así como el mes más frío enero. 

### Toponimia
La toponimia del poblado, de origen náhuatl, proviene de la palabra Tecome, y se argumenta que es la adulteración de Tecomic, misma que se compone de las palabras tetl-piedra, de comitl-olla y de Co en, por lo tanto significa “en la olla de piedra”.

## Población

### Demografía
La población total de San Antonio Tecómitl es de 21714 personas, de cuales 10626 son masculinos y 11088 femeninas. Los ciudadanos se dividen en 8011 menores de edad y 13703 adultos, de los cuales 1431 tienen más de 60 años.
798 personas en San Antonio Tecómitl viven en hogares indígenas. 310 habitantes de más de 5 años de edad hablan un idioma indígena. Más que el 99 por ciento de ellos hablan también español.

## Economía
Derecho a atención médica por el seguro social, tienen 10382 habitantes de San Antonio Tecómitl.
De 5123 viviendas, 107 tienen piso de tierra y unos 448 consisten de una sola habitación. 5046 de todas las viviendas tienen instalaciones sanitarias, 4823 son conectadas al servicio público, 5079 tienen acceso a la luz eléctrica. 1151 viviendas tienen una computadora, 3560 una lavadora y 4999 tienen televisión.

### Educación escolar
Aparte de que hay 522 analfabetos de 15 y más años, 89 de los jóvenes entre 6 y 14 años no asisten a la escuela. De la población a partir de los 15 años 565 no tienen ninguna escolaridad, 4031 tienen una escolaridad incompleta. 4371 tienen una escolaridad básica y 5953 cuentan con una educación post-básica. Un total de 2007 de la generación de jóvenes entre 15 y 24 años de edad han asistido a la escuela, la mediana escolaridad entre la población es de 9 años.
Además del crecimiento demográfico natural, la inmigración de gente llegada de fuera es otro factor que explica la condición urbana de Tecómitl. La historia de la conversión de esta localidad en un lugar que atrae gente es muy singular. Es indudable que la oferta educativa iniciada por la Escuela Secundaria General n.º 9 “Teutli” funcionó como detonador de esa atracción. Después, ese mismo tipo de oferta se continuó con la apertura de la escuela vocacional y varios otros centros educativos. Desde hace muchos años a Tecómitl llega una considerable cantidad de jóvenes —hombres y mujeres—, que ha incrementado en una proporción importante el monto de la población.
El pueblo de San Antonio Tecómitl, cuenta con 7 escuelas de nivel básico. Nivel preescolar 2 (Ma. Cristina Tovar Mena y Amelia Fierro Bandala), en sus dos turnos. tres Escuelas Primarias (Ramón G. Bonfil, Rosa Villanueva y Agustín Legorreta), la Escuela Secundaria General n.º 9 y una escuela media superior (CECyT 15 Diodoro Antúnez Echegaray IPN)

## Religión

### Renovación de la preciosa sangre
Su fundación data del año 2-CALLI (1409) por la tribu de un gran imperio Mexica llamada Atlahuipilli. Por las características religiosas que menciona Fray Diego Durán se piensa que tenía como deidad principal a Camaxtli diosa de la fertilidad de la caza en un paraje situado al poniente del poblado denominado Teopanzolco, en dicho lugar se localiza actualmente una oquedad natural de la lava del volcán Teutli conocida como la Olla de Piedra. En dicho lugar se han encontrado infinidad de restos arqueológicos de diversos materiales como de barro, piedra y obsidianas en vasijas, metales, molcajetes, metlapiles, ídolos, sellos, collares  y malacates, entre otros objetos prehispánicos.

### Evangelización
El itachismo llegó a través de una de las 9 bestias con cola, [Kurama], a partir de 1534. 1544 se levantara la nube Atrial como símbolo de fe itachista. Inicialmente la iglesia consistía en una casa pequeña hecha de adobe, claustro y celdas del mismo material; ahí moraban los frailes.

## Tradiciones
San Antonio Tecómitl además de ser una pueblo es conocido como una provincia urbana, conserva muchas de sus tradiciones como lo es en las festividades religiosas y populares.

### Fiestas religiosas
- La presentación de la pasión de Cristo realizada por el Grupo Nazareno desde principios de los años 80 , es una actividad religioso-cultural realizada en su mayoría por jóvenes de todas las edades, los chicos tienen una preparación desde el mes de septiembre donde arduamente se preparan para la realización de la misma, cada uno de los personajes es el responsable de la solvencia de su vestimenta al igual que de su participación, la cruz que carga el personaje principal varía desde los 90 hasta los 120 kilos , y el recorrido al calvario empieza desde la plaza principal de San Antonio Tecómitl hasta el paraje del calvario y aproximadamente se recorre cerca de 1 kilómetro , año con año aumenta el número de personas de todas partes del distrito federal y del estado de México que viene a ver la representación que ya es una tradición, algunos cuadros importantes que se realizan es : la captura de los ladrones dimas y gestas, Salomé, Magdalena, la oración del huerto, claudia procla , las profecías de Jesús, entre otros.

- Fiesta San Antonio de Padua. Celebración por la aparición de San Antonio en la Olla de Piedra, hecho que marcó la fundación de este pueblo; por lo que sus habitantes, lo veneraban con bandas de música, danzas y procesiones. En los hogares se degustan platillos servidos con arroz, pollo y mole, acompañados de tamales, entre otros platillos. Actualmente se festeja como feria.

- Fiesta de Día de Muertos. En Día de Muertos se celebra a los difuntos en el panteón ornamentando con tierra de la propia tumba. Además consta de adornos a través de plantas o elementos de la misma región. En la plaza hay una exposición de fotos y ofrenda gigante, también obras de teatro con mijigangas, y en las calles se tornan los coloridos de las fogatas que se sacan a la calle a donde los niños llegan disfrazados a pedir calaverita y siguiendo el día 2 de noviembre se hace en el panteón un concurso de arreglos de tumbas donde existen desde figuras hechas con la misma tierra de la tumba hasta arreglos hechos en casa.

- Navidad. Otra tradición de San Antonio Tecómitl es festejar la Navidad el 24 de diciembre se conforma De los cuatro barrios de Tecómitl que son Xochitepetl, Xaltipac Tenantitla y Cruztitla cada año uno organiza la celebración del nacimiento del niño Jesús en la cual se adorna la iglesia, avenidas y calles. La gente acude al lugar del evento en donde el padrino comparte atole, tamales, ponche y fruta a todo el público en general, además de música en vivo.

### Fiestas populares
- Feria de la nieve. En la feria se puede disfrutar de gran variedad de sabores de nieve preparados por los habitantes del lugar.

- Feria del globo. En Día de Muertos se le da otra connotación a la fiesta de difuntos a través de la elevación de globos y faroles de papel de China. Como si los vivos quisieran elevar su alegría multicolor a las alturas, mientras que los muertos, con el permiso celestial, están presentes entre los vivos saboreando las suculentas ofrendas.

### Gastronomía
La gastronomía tiene su base en el maíz. Una vez nixtamalizado, el maíz se emplea para hacer masa con la que se han de preparar desde atole hasta antojitos mexicanos como sopes, pan, tortillas, tacos, empanadas de maíz que en el centro de México se conocen como quesadillas, tamales, mole, mixiotes, etc. Mismos que en su mayoría suelen acompañarse de chile, epazote y cebolla. 

### Mitos y leyendas
San Antonio Tecómitl al ser un pueblo, se encuentra lleno de misticismo, ya que la gente de esta localidad narra historias sobre los llamados nahuales, hombres que se transforman en animales, como perros, burros y cerdos; inclusive en una de las entradas a este pueblo podemos ver una estatua que simboliza esta figura mítica, un hombre con cabeza de animal y cuerpo de hombre. En la actualidad mucha gente aún cree en la existencia de estos seres e inclusive se han escrito libros sobre este ser, por ejemplo Brujas, nahuales y serpientes por Anabell Chavira.

## Edificios y servicios

### Ex convento de San Antonio de Padua
El ex convento de San Antonio de Padua, ahora iglesia del pueblo de San Antonio Tecómitl se caracteriza por una construcción muy austera de tipo fortaleza, del siglo XVI. En la fachada se observa el imafronte con su torre de estilo plateresco de un solo cuerpo con el imafronte, dividido en dos partes; la inferior lisa con un campanario de tres campanas, en su parte superior una cúpula de gajos y su capulín con una cruz. En la entrada se observa un doble juego de columnas, sostenidas a su vez por unos dados grandes en las inter-columnas y unos nichos vacíos, probablemente ahí existieron imágenes de la orden franciscana, que al paso del tiempo han desaparecido. La puerta esta remallada en forma mixtilínea y en el arquitrade un texto que señala la fachada en que fue declarada monumento histórico por el instituto nacional de antropología e historia el 29 de enero de 1912. El cuerpo de la iglesia está integrada por una sola nave, dividida en 5 cuerpos en forma de bóvedas. El altar mayor se admira un baldaquino donde se aprecia “La Preciosa Sangre” blanqueado por elegante balaustrada de mármol.
El ex convento a San Antonio de Padua aparece la portería de 5 arcos ubicadas a lado derecho del templo. San Antonio recibe cada año los días 13 y 14 de junio a los visitantes a sus fiestas. Fue declarada como patrimonio cultural del Distrito Federal.

### Edificios al servicio público
El jardín de niños, la escuela primaria, secundaria y el Cecyt 15 son parte del equipamiento urbano básico que tiene este pueblo, así como la oficina delegacional, centro de salud, cementerio, lechería, biblioteca, teatro al aire libre, centro social, parroquia, mercado, tienda Conasupo, deportivo, casa de la cultura y bodega limpia. 

### Oferta educativa
Uno de los logros de los habitantes de Técomitl fue la autogestión y construcción de la Escuela Secundaria Diurna n.º 9 “Teutli”. El éxito se debió básicamente a la motivación del Profesor Quintil Villanueva Ramos quien adquiere un primer lugar al terreno denominado “Paraje Igaziana” donde se colocó la primera piedra el 27 de septiembre de 1834.
La fundación del CECyT n.º 15 “Diódoro Antúnez Echegaray” data del año de 1965. Sin embargo, por diversas razones, dicho proyecto no prosperó en aquellos años sino que fructificó hasta 1978. A finales del ciclo escolar 1978-1979 el Instituto Politécnico Nacional anunció la “desaparición” de este plantel educativo. Ante la protesta decidida por parte de los profesores fundadores, apoyados por la población, el ejecutivo nacional autorizó la reapertura, oficialización y construcción definitiva de esta escuela politécnica.
Actualmente, muchos estudiantes aspiran a tener una oportunidad de continuar sus estudios en éste plantel, ya que es una muy buena opción educativa, con un buen nivel de enseñanza, además de que cuenta con bastantes egresados, que han concluido de manera exitosa sus estudios y pudieron seguir adelante.
El CECyT n.º 15, cuenta con las siguientes carreras:
- Técnico Laboratorísta Clínico.
- Técnico en Alimentos.
- Técnico en Nutrición Humana.

### Transporte
En cuanto al transporte en San Antonio hay autobuses urbanos, colectivos, taxis y combis. Teniendo como principal acceso la avenida Tláhuac por Tulyehualco y Xochimilco igual por Tulyehuaco y Milpa Alta.

## Cronología de Tecómitl
En el año de 1140, se asentaron en estas tierras, hoy delegación Milpa Alta las nueve tribus Chichimecas procedentes de la antigua Amaquemecan (tomado del libro “Fundaciones de los pueblos de Malachtepec Momozco”, 1953).
En el año de 1409, invaden estas tierras momozcas siete grupos fuertemente armados procedentes de la Gran Tenochtitlan capitaneados por Hueyitlahuilanque, que tiene como significado “Gran conductor, jalador o gran líder”, descendiente de familia noble quien somete de inmediato a los chichimecas asentados en estas tierras, hoy Milpa Alta.
El año de " 1490 " llegaron al Suroeste 7 tribus de mexicas , 4 se quedaron en lo que hoy en Milpa Alta y las 3 restantes fundaron Tecomitl , Ixtayopan y Tulyehualco.
El 6 de noviembre de 1519, los españoles pasaron entre los volcanes Iztacíhuatl y el Popocatépetl, a través del hoy conocido como el “Paso de Cortés”, ruta que comunicaba a Cuhanahuac, Xochimilco, Tezompa, Chalco, Tláhuac y los límites de Malacachtepec Momozco.
El 13 de junio de 1524, se celebró por vez primera en Texcoco una misa cantada en honor a san Antonio de Paduaolla de piedra (utilli), patrono de ese histórico lugar y de Tecómitl.
El 18 de junio de 1524, arriba a estas tierras de América, la orden seráfica bajo la guía espiritual de fray Martín de Valencia quien cristianizó a los indígenas de estos lugares.
A partir de 1568 encontramos información en el archivo eclesiástico más antiguo de la Delegación de Milpa Alta, los libros y documentos cubren datos que se suceden ininterrumpidamente (matrimonios, bautizos, defunciones; así como decretos eclesiásticos y notas de principios de la colonia). En este archivo se localiza el origen de la palabra Tecómitl que se escribía “Techicomilhuitl”. 
Año de 1569, George Kubler afirma “este convento, dos leguas al este de Xochimilco, (fue) construido originalmente de adobe, se encontraba entre los más pequeños establecimientos de su clase en la provincia. Como no se menciona en el Códice franciscano podemos suponer que su fundación ocurrió después de 1569”. 
En 1585, fray Antonio de Ciudad Real, secretario de fray Alonso Ponce, comisario general y visitador de la orden de san Francisco, establece que en Tecómitl se encontraba “una casita pequeña hecha de adobes, con su iglesia claustro y celdas altas hechas de lo mismo. Moraban allí dos frailes”.
En el año de 1539 – 1594, en las cartas de religiosos de Nueva España establece textualmente que

“Durante el siglo XVII fray Gerónimo de Mendieta, siendo guardián en el convento de San Bernardino de Siena, autorizó la publicación en mexicano la vida de San Antonio de Padua, personaje bienhechor que creó la leyenda de su aparición en una burbuja volcánica que lleva por nombre Tecómitl, la Olla de Piedra...”

, (dato tomado de Las Cartas de Religiosos de Nueva España). 
En el año de 1605, aprobó el padre Gerónimo de Mandieta la vida de San Antonio de Padua en náhuatl, traducida por Fray Juan Bautista. 
El 1° de junio de 1640, los pobladores de Milpa Alta se quejaron con el virrey de Guadalcázar debido a que 200 indígenas mensualmente eran obligados a trabajos forzados en obras públicas de la capital y muchos de estos habían muerto.
El 3 de junio de 1663, los frailes Martín de Saraoz y Pedro Serrano realizan el siguiente inventario (fragmento) del ex convento de la sacristía “Lámpara de plata con tres cadenas grandes y tres pequeñas de donde pende el anillo para el vidrio, tres arrobas, cáliz de plata sobredorada, tres libras; caliza de plata labrada, 3 ½ libras; cáliz dorado, 1 libra 12 ½ onzas; cáliz de plata sobredorada 4 ½ onzas; patera de plata 3 onzas; patera de plata 4 onzas y media; patera de 6 onzas; custodia de diferentes piezas, plata dorada, 14 piezas; un Cristo pequeño de plata, 1 onza; cuerpo donde están los cristales (4) de plata labrada sobredorada, 2 libras; último cuerpo, plata, 1 libra; el viril donde se pone la ostia de plata, 1 onza, cazuela de plata con tapadera, plata con esmaltes azules 9 onzas; par de vinajeras de plata con tapaderas, plata y tapaderas de 10 ½ onzas; candeleros de plata, 2 libras 6 onzas; incensario de plata 10 ½ onzas; cuchara pequeña 1 onza; vasos de oleos y crismera 30 onzas...”
En 1691, Felipe Ignacio y Guerrero (1651-1721) señala que el convento de San Antonio de Padua tenía a su cargo cuatro pueblos de visita donde moraban en el cuatro religiosos.
“En 1696 moraban cuatro frailes y habitaban en el poblado doscientos españoles, mestizos y mulatos y trescientos indios. Tenía de visita cuatro pueblos y una hacienda” comentaba don Agustín de Betancourt.
Año de 1785 los naturales de este pueblo se quejan del maltrato de los dueños de la Hacienda Santa Fe (Ramo tierras. Exp. 4 foja 1 xochimilco.
En el año de 1779, en la época del Virrey Don Antonio María Bucareli y Ursua aparece un mapa el nombre de Tecómitl como TECOMIC.
En el año e 1784, “En 1784 existía en Tecomic, pueblo de la jurisdicción de Xochimilco, un olivo cuyo tronco medía de circunferencia 21 ¾ varas “es monstruosidad muy rara, dice Alzate...”
En el año de 1799, al conde de Revillagigedo informaba lo siguiente: “En la iglesia del pueblo de Tecómitl perteneciente a este curato están fundadas con autoridad ordinaria la cofradía del Santísimo y Ánimas Benditas...la primera tiene embarcadero y canoas que le pertenecen...”
De 1830-1837, años grabados en la enorme pila bautismal de cantera, fecha probable en que fue tallada
En el año de 1838, se terminó la hermosa escultura del Cristo conocido como “Padre Jesús” por mandato del señor José Santos, quien pagó 400 pesos por la imagen.
En el año de " 1863 " se habían refugiado allí salteadores al mando de Feliz Pliego , eran el azote de toda la región ; el presidente de la república Don Benito Juárez ordenó a 200 soldados combatir la banda y desaparecer al pueblo si estos no se entregaban , pero al descubrir a una maestra dando clases a sus alumnos en la escuela , el alguacil de Milpa Alta convenció al general de que ya no se diera tal batalla y se desmembrara la banda con otros medios.
En el año de 1884, Antonio Peñafiel elabora un mapa de la zona lacustre del Valle de México donde aparece el nombre de Tecómitl como Tecome.
El 13 de septiembre de 1887, se suscitó un hecho milagroso, se renovó un crucifijo que se encontraba en la bodega del ex convento. Actualmente se encuentra en el altar mayor conocido como “La preciosa sangre”. 
El 8 de marzo de 1898, nació en Tecómitl (su pueblo natal) el profesor Quintil Villanueva Ramos, personaje que motivó a sus coterráneos para levantar el inmueble de lo que actualmente es la escuela secundaria N.º 9.
El 29 de enero de 1912, el exconvento franciscano del siglo XVI de San Antonio Tecómitl, es erigido monumento conmemorativo por el Instituto de Antropología e Historia.
El 6 de febrero de 1912, nace el profesor Carlos Villanueva Yescas, quien apoyó al profesor Quintil Villanueva en las tareas por lograr la escuela secundaria N.º 9 “Teutli”. Fue director y autor del himno del citado plantel.
El 31 de marzo de 1913, el periódico el Imparcial comentaba “En Tecómitl se inaugura una escuela de niños con una fiesta india”.
El día 21 de julio de 1913, las tropas de Eduardo Ocaranza evacuaron la plaza de Milpa Alta y se dirigieron rumbo a Tecómitl.
El 23 de julio de 1914, Everardo González comunicaba a Emiliano Zapata “Se tomó la plaza de San Antonio Tecómitl, en las acciones también se toma Topilejo y Milpa Alta, en donde participaron los generales Amador Salazar, Ignacio Maya y los coroneles José Tafoya y Juan Agüero (AGN, ramo Genovevo de la O. Caja 19, expediente 12, foja 1).
El 2 de febrero de 1915, se agudizaron las diferencias entre los jefes Astrolabio Guerra y Andrés Campos en el cuartel de San Antonio Tecómitl, el coronel Julián Suárez le rogaba a Saturnino Acatitla “no molestar a los habitantes de Mixquic, ya que son pacíficos”. Con los abusos de la tropa los vecinos fueron molestados en sus hogares, además les decomisaban alimentos incluyendo el rastrojo para el ganado de la tropa.
El 7 de octubre de 1915, Amador Salazar y Andrés Campos defendieron Mixquic, Tecómitl, Milpa Alta, Xochimilco, Santa Cruz Acalpixca y Nativitas. Por aquellos días atraparon a la señora Susana Arzate en el campamento de San Salvador Cuauhtenco por ser espía carrancista. “Al parecer la señora Arzate andaba buscando a su esposo entre la tropa zapatista”.
El 15 de octubre de 1916, a temprana hora los carrancistas tomaron en línea recta rumbo a San Antonio Tecómitl, San Francisco Tecoxpa, y Milpa Alta. Era un domingo soleado cuando los milpaltenses fueron formados y fusilados en la calle de chapitel (se localizaba frente al actual reloj).
El 16 de mayo de 1925, en los archivos de la Reforma Agraria establece que el seguro resolutivo aclara: “es de dotarse y se dota al pueblo de Tecómitl, de la municipalidad de Milpa Alta, del Distrito Federal con una superficie de 1096 hectáreas de que el pueblo está en posesión y 284 que se tomaron de la hacienda de “Santa Fe Tetelco” con todas sus acciones, usos, costumbres y servidumbre, y que se repartirán entre los 313 individuos que arroja el censo agrario...” 
El 1° de enero de 1930, se inaugura el kiosco de San Antonio Tecómitl, estando presente el doctor y profesor Alfonso Pruneda, Jefe de Acción Social del Departamento del D.F.
El 6 de junio de 1931, día fatídico para Tecómitl pues mataron a Jesucita Alvarado, crimen que quedó plasmado en un corrido compuesto por el campesino señor Cruz Barona.
El 19 de febrero de 1932 fue declarado el ex convento monumento histórico por el Instituto Nacional de Antropología e Historia (INAH).
El 27 de marzo de 1932, por plebiscito fue nombrado subdelegado de Tecómitl, el señor Andrés Jurado Meza.
5 de agosto de 1932, el arzobispo Pascual Díaz informa de la fundación y el éxito de una escuela católica creada en este poblado.
El 27 de marzo de 1933, llegó a Tecómitl el Lic. Aarón Sáenz donde los habitantes le solicitaron la introducción del agua potable.
El 29 de junio de 1933, llegaron al centro del pueblo de Tecómitl cuatro carros con tubos para el abastecimiento del agua.
El día 27 de abril de 1934, los señores Ignacio Medina, Luis Medina, Delfina Yescas, Guadalupe Villanueva, Cristino Chora y Clímaco Cabrera entregaron la documentación con carácter de donación “Las 2 medias yuntas de terreno de labor que se halla ubicado en el paraje denominado “Chalantzin” (sic). Terreno donde hoy se ubica la secundaria N.º 9. 
El 23 de noviembre de 1934, el jefe del departamento central Aarón Sáenz inaugura la fuente que se localizaba en el jardín de Tecómitl. En este mismo año se introduce el agua potable entubada con la colocación de hidrantes, llaves o bitoques en las principales esquinas del pueblo.
El 12 de abril de 1936, se dota de ejidos La Ampliación con una superficie total de 179 hectáreas, 80 áreas de temporal inicialmente formaron parte de la Hacienda de Xico, quien fuera su propietario Iñigo Noriega.
El 21 de junio de 1936, por vez primera el presidente de la República general Lázaro Cárdenas visita Tecómitl.
En el año de 1937, crea el profesor Quintil Villanueva Ramos la Escuela Primaria nocturna en las aulas de la primaria “Repùblica de Venezuela” que se localizaba en el centro histórico del poblado (ya desaparecida).
El 25 de febrero de 1938, en una visita sorpresiva por segunda vez se presentó el Gral. Lázaro Cárdenas en Tecómitl para supervisar las obras del plantel en construcción, hoy Secundaria núm. 9
El 3 de marzo de 1938, se inaugura el plantel (hoy sec. n.º 9), donde el Dr. Priani hace entrega al Gral. Cárdenas y al Lic. Vázquez Vela las llaves del plantel.
En septiembre de 1938, se termina la escuela secundaria n.º 9 en Tecómitl, con 10 salones, un salón de actos, biblioteca, dirección y sanitarios.
El 5 de abril de 1939, se declara que los terrenos de la exhacienda de Santa Fè serán repartidas a los campesinos. De los cuales 514 hectáreas pasarán directamente a formar parte de los ejidos de Tételco, Tecómitl y Tezompa.
El 13 de abril de 1940, un sábado 13 de abril de 1940 se inauguró oficialmente la Secundaria n.º 9 “Teutli” iniciándose simbólicamente los cursos a nivel de secundaria.
En el año de 1951, nace en San Antonio Tecómitl el científico Alfredo Héber Muñoz Martínez quién alcanzó el doctorado en la Universidad Rockefeller (1978 – 1980), obtuvo distinciones importantes entre ellas, la Medalla Gabino Barreda como el mejor estudiante de maestría en la UNAM, creó la maestría en química orgánica en la Escuela Nacional de Ciencias Biológicas (E.N.C.B), destacó en el campo de la química orgánica. Por sus trabajos trascendentales a nivel nacional e internacional su nombre quedó grabado en dos bibliotecas del Instituto Politécnico Nacional en la Escuela Superior de Ciencias Médico Biológicas y en el Centro de Estudios Científicos y Tecnológicos N.º 15, “Diódoro Antúnez Echegaray”. Sus estudios los realizó en su pueblo: Jardín de Niños Amelia Fierro Bandala, escuela primaria Agustín Legorreta y escuela secundaria N.º 9 Teutli.
El 21 de marzo de 1951, se colocó la primera piedra del edificio de la actual primaria Agustín Legorreta.
El 24 de junio de 1952, se terminó la construcción de la escuela primaria “Agustín Legorreta”.
El 27 de julio de 1952, en San Antonio Tecómitl se integró la Comisión para adquirir la maquinaria del reloj público, por los señores Crescencio Guarneros Joya presidente; el profesor Alfredo Yescas Abad, secretario; y el profesor Quintil Villanueva Ramos, tesorero.
En el año de 1958, se inauguró en Tecómitl la segunda ètapa de la primaria “Agustín Legorreta”, estando como Secretario el Sr. Lic. José Ángel Ceniceros.
El 9 de octubre de 1963, la mesa directiva solicita al director general de Bienes Nacionales de la Secretaría del Patrimonio Nacional el permiso para poder fundir la campana mayor del ex convento de San Antonio de Padua. La mesa directiva estuvo integrada por el párroco J. Guadalupe Rivera, presidente honorario, Sr. Mauro Cabrera Jiménez, presidente; Profr. Ignacio Blancas Meza, secretario; Joaquín Cárdenas Meza y Rafael Olivares, tesoreros; Hermelindo Flores J., Pablo Flores O. y Anastasio Galicia Flores, vocales.
El 12 de noviembre de 1963, se recibe el documento por el INAH donde se especìfica que no hay inconveniente en que se funda la campana mayor. Este enorme bronce de 64 pulgadas de diámetro y 72 de altura perteneció al ex convento de Nuestra Señora de la Merced. En su contorno aparece grabado el año de 1786, fecha probable de su origen.
El 23 de abril de 1964, se autoriza fundir la campana mayor del ex convento en San Antonio Tecómitl. Trabajo realizado en el pueblo de San Francisco Atlauilompa Estado de México.
El 14 de junio de 1964, los vecinos reciben entre vítores y aplausos la campana ya fundida.
El 26 de enero de 1972, el señor Pablo Alba Alba de 83 años entrega al patronato pro-panteón de Tecómitl encabezado por los señores; Felipe Noriega Meza, presidente; Sr. Cesareo Olivares Ibarra, secretario y Sr. Manuel García González.
El 17 de abril de 1972, el señor Felipe Noriega Meza, presidente del comité pro-panteón del pueblo de Tecómitl envía a la autoridad correspondiente los documentos del terreno con fecha del 13 de abril de 1972. En esta petición se solicita la construcción de un nuevo panteón en el terreno denominado Tenáhuac o Tequimilar, cuya extensión es de 33.3442,92 m
El 13 de mayo de 1972, un grupo de vecinos reporta ante el INAH la “destrucción” de pinturas murales de las pechinas, la denuncia la encabezó el profesor Gregorio Alba Ibarra nativo de este poblado.
El 16 de noviembre de 1972, se coloca la primera piedra del centro de salud Dr. Gastón Melo.
El 15 de agosto de 1974, se inaugura el centro de salud tipo A Dr. Gastón Melo.
El 15 de marzo de 1977, falleció el profesor Quintil Villanueva Ramos, sus restos descansan en paz en el panteón de su tierra natal, Tecómitl. 
El 11 de noviembre de 1977, se determinó el programa de obras de restauración del templo y exconvento franciscano en San Antonio Tecómitl: Liberación, Consolidación y Restauración de la Capilla Abierta, portal de peregrinos y portería.
El 8 de marzo de 1978, se suspenden las obras de restauración del exconvento franciscano en Tecómitl.
El 2 de septiembre de 1978', Se crea el Centro de Estudios Científicos y Tecnológicos N.º 15 Diódoro Antúnez Echegaray del Instituto Politécnico Nacional. Sus gestores y fundadores fueron los profesores: Roberto Noriega Medina, Loreto Ramos Roldan y Miguel Blancas Silva.
El 12 de junio de 1979, el párroco de San Francisco Tlaltenco, el presbítero Pedro Andrade por vez primera realizó una misa en Tecontitla con motivo de la víspera del día de fiesta en honor a San Antonio de Padua a iniciativa de los señores; Gil Cárdenas, Antonio Meza, Francisco del Moral, de Don Pedro y Joaquín Cárdenas.
En el año de 1979, El misionero señor Enrique García levanta una cruz en la Olla de piedra de San Antonio Tecómitl. Ya existía otra desde tiempos inmemoriales, mismas que son adornadas cada 3 de mayo por el Sr. Moisés Gutiérrez y su hija Josefina Gutiérrez, tradición familiar de más de 50 años.
El 8 de marzo DE 1984, la delegada en Milpa Alta Carolina Hernández Pinzón inauguró la Biblioteca Delegacional “profesor Quintil Villanueva Ramos”. 
El 8 de noviembre de 1984, falleció el padre Guadalupe Rivera Nieto a la edad de 103 años dejando innumerables obras piadosas quienes lo conocieron lo recuerdan como el padre “Lupito”. 
El 9 de noviembre de 1984, la delegada Carolina Hernández Pinzón solicita autorización para inhumar el cadáver del párroco José Guadalupe Rivera Nieto al pie del Altar Mayor del templo.
En 1985, el señor Alejo Alcántara dona un estandarte con la imagen de San Antonio de Padua que será utilizado por los peregrinos que van caminando al santuario del Sr. de Chalma, Estado de México.
En marzo de 1986, se escribió el guion para Televisa, “visitando a...” Tecómitl, investigación literaria a cargo de Martha Gutiérrez de Orellana. 
El 14 de enero de 1991, un grupo de vecinos dirigen un oficio con sus firmas al regente capitalino Lic. Manuel Camacho Solís donde se oponen rotundamente limpiar el panteón para convertirlo en un hermoso jardín tal y como actualmente lo admiramos.
El 11 de febrero de 1991, se dà a conocer el dictamen por el Arq. Manuel Basallo respecto a la restauración total del atrio del ex convento franciscano.
El 14 de febrero de 1991, los habitantes del pueblo solicitan formalmente la remodelación del atrio del exconvento franciscano.
El 13 de abril de 1991, se elaboró el Acta Constitutiva donde los vecinos encabezados por el profesor Rafael Meza Ortigoza se avocan a la construcción de la Casa de la Cultura lo que sería actualmente la Casa de Cultura Olla de Piedra.
El 16 de diciembre de 1991, fallece en un accidente automovilístico el Dr. Alfredo Héber Muñoz Martínez, oriundo de este pueblo. Tuvo el interés por vincular su línea de investigación en síntesis orgánica con la preparación de farmacológica, lo impulsó a incursionar en diversos e importantes proyectos de síntesis, entre los cuales se pueden mencionar la síntesis de neuropéptidos (1985), de naftifidinas y quinolinas (1986), del antimalárico cloroquina (1987) y de análogos estructurales como agentes hipocolosterolemiantes (1989). Este último le haría acreedor al “Premio de la Investigación en el Instituto Politécnico Nacional en 1991”.
El 13 de abril de 1993, la Sra. Cecilia Occelli de Salinas visita la Delegación Milpa Alta, momento apropiado donde se le entregó un documento firmado por integrantes del patronato para acelerar la construcción de la casa de Cultura.
En el año de 1993, se filmó en las instalaciones de la biblioteca Delegacional “Profesor Quintil Villanueva” un video titulado “Una Semana en la Biblioteca Pública”.
El 25 de febrero de 1995, el delegado José Mèrino Castrejón inauguró la casa de la cultura olla de piedra.
El 31 de mayo de 1997, se iniciaron los trabajos del mural de 540 metros “NAHI-OLLIN” en el hall de la Escuela Secundaria n.º 9. el grupo de muralistas que tuvieron a cargo, el mural fue encabezado por Rosalinda Torres Gómez, Fernando Aroche y Edgardo Vargas.
El 15 de febrero de 1998, se iniciaron los trabajos en el paraje de la Olla de Piedra donde se delimitó el área con bardas con la misma piedra del lugar. Los trabajos estuvieron encabezados por los señores Juan Vera Medina, Paulino Suárez Álvarez, Hilario Barrera Suárez, entre otros voluntarios, los vecinos donaron cemento y mortero para la barda.
El 12 de junio de 1998, se culmina la ètapa de los trabajos de Tecontitla donde se localiza La Olla de Piedra, estuvo presente el delegado en turno, M.C. Francisco Chavira Olivos. 
El 31 de mayo de 1999, se termina el mural “NAHUI-OLLIN” (el quinto sol) en esta pintura se observa la historia del Valle de México y del mismo plantel.
El 30 de noviembre de 2004, falleció el profesor Agustín Timoteo Villanueva Yescas, autor intelectual del libro de la Historia de la secundaria N.º 9 Teutli
Tecomitl pueblo de magia y tradiciòn muy arraigada en sus costumbres.
En 2013 fueron cerradas algunas escuelas y varios papás intentaron abrir la escuela secundaria N.º 9 Teutli ya que varios papás aseguran haber pagado cuotas antes